# Southside (Alabama)
Southside ist eine Stadt in den Counties Etowah und Calhoun im nordöstlichen Alabama. Das Stadtgebiet, das – von zwei kleinen Außengebieten abgesehen – fast vollständig im Etowah County liegt, ist Teil der Gadsden Metropolitan Statistic Area. Das U.S. Census Bureau hat bei der Volkszählung 2020 eine Einwohnerzahl von 9.426 ermittelt.

## Geografie
Als Incorporated City ist Southside Bestandteil der Gadsden Metropolitan Statistical Area – dem am dichtesten besiedelten Herzgebiet des Countys in seinem südlichen Zentrum. Innerhalb dieser Area bildet das Stadtgebiet von Southside die südliche Spitze. Southside liegt am südlichen Ufer des Coosa River. Nachbarstädte sind im Uhrzeigersinn: Rainbow City sowie der County-Verwaltungssitz Gadsden auf der nördlichen Flussseite und das östlich von Southside gelegene Glencoe auf der südlichen. Zentrale überregionale Verkehrsanbindung ist die Alabama State Route 77, die in Nord-Süd-Richtung durch die Stadt hindurch nach Gadsden führt. Der nächstgelegene Flughafen ist der ungefähr 8 Kilometer entfernte Regionalflughafen Northeast Alabama südwestlich von Gadsden.

## Geschichte
Im 18. und 19. Jahrhundert gehörte das Gebiet der heutigen Stadt zum Stammesgebiet der Creek, dessen Grenze zu dem der benachbarten Cherokee nicht weit entfernt nördlich des Coosa River verlief. Durch die Zwangsumsiedlung der Creek und Cherokee ins Indianerterritorium in den 1830er-Jahren wurde der zentrale und östliche Teil des Etowah County für die Besiedlung freigegeben. 1850 schloss sich die Ortschaft mit den umliegenden Flecken Green Valley, Cedar Bend und Pilgrims Rest zusammen – wobei der Name Southside für die neue Stadt beibehalten wurde.
Die Ortschaft Southside war zunächst eine kleine, ländliche Gemeinde, deren Haupterwerbsquelle die Landwirtschaft war. Im südlichen, flussabseits gelegenen Ortsteil Green Valley ließen sich jedoch relativ früh Manufaktur- und Industriebetriebe nieder – darunter eine Getreidemühle und eine Baumwollspinnerei. In der ersten Hälfte des 20. Jahrhunderts besorgten mehrere Fähren des Waren- und Personentransport über den Coosa River nach Gadsden. 1931 erhielt die Stadt eine elektrische Straßenbeleuchtung, 1957 eine eigene Wasserversorgung. Im selben Jahr konstituierte sich Southside als eigenständige Community mit City-Status. Eine weitere wichtige Infrastruktur-Verbesserung war die Inbetriebnahme der rund 250 Meter überspannenden, Betonpfeiler-gestützten Southside Bridge über den Coosa River.
In der zweiten Hälfte des 20. Jahrhunderts wuchs die Stadt von weniger als 450 Einwohnern (1960) auf eine Anzahl von fast 8.400 (2010). Aufgrund des enormen – zeitlich mit dem Stadt-Status einhergehenden – wachsenden Bevölkerungszuwachses zählt Southside zu den am schnellsten wachsenden Gemeinden in Alabama. Ein wichtiger Faktor für diesen Aufstieg war das aus kleinen Anfängen entwickelte, zwischenzeitlich jedoch gut ausgebaute Schulsystem. 1923 wurde die Southside School Teil des Etowah School Systems. 1944 zerstörte ein Feuer das alte Schulgebäude; 1948 wurde ein neues fertiggestellt. Mittlerweile beherbergt Southside die größte Schule in Etowah County: Die im Januar 2007 eröffnete Southside High School begann ihren Betrieb mit 741 eingeschriebenen Schülern.

## Demografie
Laut der 2016 erfolgten Erhebung zur Bevölkerungszusammensetzung hatte Southside eine Einwohnerzahl von 8.563. 4.089 davon waren männlich, 4.474 weiblich. 6.849 Einwohner waren älter als 18 Jahre, 1.714 Einwohner Kinder oder Jugendliche, 1.401 Einwohner dälter als 65 Jahre. Der Altersmedian lag bei 43,4 Jahren. 8.126 der Befragten bezeichneten sich als Weiße (94,9 %), 192 als Afroamerikaner (2,2 %), 178 als Asiaten (2,1 %). 51 (0,6 %) beantworteten die Frage nach der Hautfarbe mit „Some other race“. Unabhängig von der Frage zur Zensus-Deklaration Race gaben 118 Einwohner (1,4 %) die Zusatzbezeichnung Hispanic an.
Laut Angaben der Seite statistalatlas.com betrug das Medianeinkommen pro Haushalt im Jahr 2015 69.883 US-Dollar (USD). Southside überragte mit diesem Wert nicht nur das County (38.000 USD), die erweiterte Region (Gadsden Area: 38.000 USD) sowie die County-Metropole Gadsden (27.800 USD). Der ermittelte Wert liegt auch über dem ermittelten US-Durchschnitt von 53.000 US-Dollar.

## Wirtschaft und Bildung
Wie im gesamten County sowie den umliegenden Städten sind auch in Southside Pflege, Gesundheitsdienste und Bildung der wichtigste Beschäftigungssektor.  Nach Angaben des Webportals Encyclopedia of Alabama gliederten sich die einzelnen Sektoren 2011 wie folgt:
- Soziale Dienste, Bildung und Gesundheit – 26,0 Prozent
- Produktion – 19,3 Prozent
- Verwaltung und Management – 8,6 Prozent
- Einzelhandel – 8,3 Prozent
- Sonstige Dienstleistungen – 7,2 Prozent
- Öffentliche Verwaltung – 7,1 Prozent
- Finanzdienstleistungen, Versicherungen und Immobilienverwaltung – 6,2 Prozent
- Transport, Verkehr und Lagerhaltungs-Logistik – 4,8 Prozent
- Baugewerbe – 4,0 Prozent
- Gastronomie und Tourismus – 3,9 Prozent
- Großhandel – 2,5 Prozent
- Informationstechnik – 2,0 Prozent

Träger der Schulen in Southside ist das Etowah County School System. Aktuell unterhält die Stadt eine Elementary School und eine High School. Der Website Encyclopedia of Alabama zufolge frequentierten diese im Jahr 2011 1.325 Schüler; die Anzahl der angestellten Lehrkräfte belief sich auf 70. Im 27 Kilometer von der Stadt entfernten Jacksonville befindet sich die Jacksonville State University.

## Sonstiges
2011 lag Southside unmittelbar in der Gefahrenzone von Super Outbreak 2011. Der als Monster-Tornado klassifizierte Wirbelsturm zog nur knapp an der Stadt vorbei und richtete in dem Flecken Willow Point, nur wenige Kilometer südlich der Stadt, schwere Schäden an.